# Paul Comrie
Paul Gordon Comrie, född 7 februari 1977, är en kanadensisk före detta professionell ishockeyforward som tillbringade en säsong i den nordamerikanska ishockeyligan National Hockey League (NHL), där han spelade för ishockeyorganisationen Edmonton Oilers. Han producerade tre poäng (ett mål och två assists) samt drog på sig fyra utvisningsminuter på 15 grundspelsmatcher. Han spelade också på lägre nivåer för Hamilton Bulldogs i American Hockey League (AHL) och Denver Pioneers (University of Denver) i National Collegiate Athletic Association (NCAA).
Comrie draftades i nionde rundan i 1997 års draft av Tampa Bay Lightning som 224:e spelaren totalt.
Han var tvungen att avsluta sin professionella ishockeykarriär i januari 2002 vid 24 års ålder på grund av postkommotionella hjärnskakningssyndrom, Comrie hade inte spelat ishockey på 19 månader på grund av besvären. Han är äldre bror till ishockeyspelarna Eric Comrie och Mike Comrie som spelar respektive spelat i NHL.

## Statistik
| 1993–1994   | Fort Saskatchewan Traders | AJHL        | 55  | 7  | 23 | 30  | 50  | 6 | 0 | 1 | 1 | 2 |
| 1994–1995   | Fort Saskatchewan Traders | AJHL        | 51  | 30 | 37 | 67  | 121 | — | — | — | — | — |
| 1995–1996   | Denver Pioneers           | NCAA        | 38  | 13 | 10 | 23  | 61  | — | — | — | — | — |
| 1996–1997   | Denver Pioneers           | NCAA        | 40  | 21 | 28 | 49  | 72  | — | — | — | — | — |
| 1997–1998   | Denver Pioneers           | NCAA        | 33  | 17 | 23 | 40  | 72  | — | — | — | — | — |
| 1998–1999   | Denver Pioneers           | NCAA        | 40  | 18 | 31 | 49  | 84  | — | — | — | — | — |
|             | Hamilton Bulldogs         | AHL         | 7   | 0  | 1  | 1   | 0   | 8 | 1 | 3 | 4 | 2 |
| 1999–2000   | Edmonton Oilers           | NHL         | 15  | 1  | 2  | 3   | 4   | — | — | — | — | — |
|             | Hamilton Bulldogs         | AHL         | 12  | 3  | 3  | 6   | 6   | — | — | — | — | — |
| NHL totalt  | NHL totalt                | NHL totalt  | 15  | 1  | 2  | 3   | 4   | — | — | — | — | — |
| AHL totalt  | AHL totalt                | AHL totalt  | 19  | 3  | 4  | 7   | 6   | 8 | 1 | 3 | 4 | 2 |
| NCAA totalt | NCAA totalt               | NCAA totalt | 151 | 69 | 92 | 161 | 289 | — | — | — | — | — |